# Sieteiglesias de Tormes
Sieteiglesias de Tormes ist ein kleiner Ort und eine westspanische Gemeinde (municipio) mit 164 Einwohnern (Stand: 2024) in der Provinz Salamanca in der Autonomen Gemeinschaft Kastilien-León. Neben dem Hauptort Sieteiglesias de Tormes gehört auch die Ortschaft Pedro Martín zur Gemeinde.

## Lage
Sieteiglesias de Tormes liegt etwa 30 Kilometer südsüdöstlich von Salamanca in einer Höhe von ca. 820 m. Der Río Tormes begrenzt die Gemeinde im Osten.

## Bevölkerungsentwicklung
| Jahr      | 1900 | 1950 | 1960 | 1970 | 1981 | 1991 | 2001 | 2011 | 2021 |
| Einwohner | 236  | 234  | 210  | 209  | 193  | 178  | 183  | 181  | 184  |

## Sehenswürdigkeiten
- Gervasius-und-Protasius-Kirche (Iglesia de San Gervasio y San Protasio)

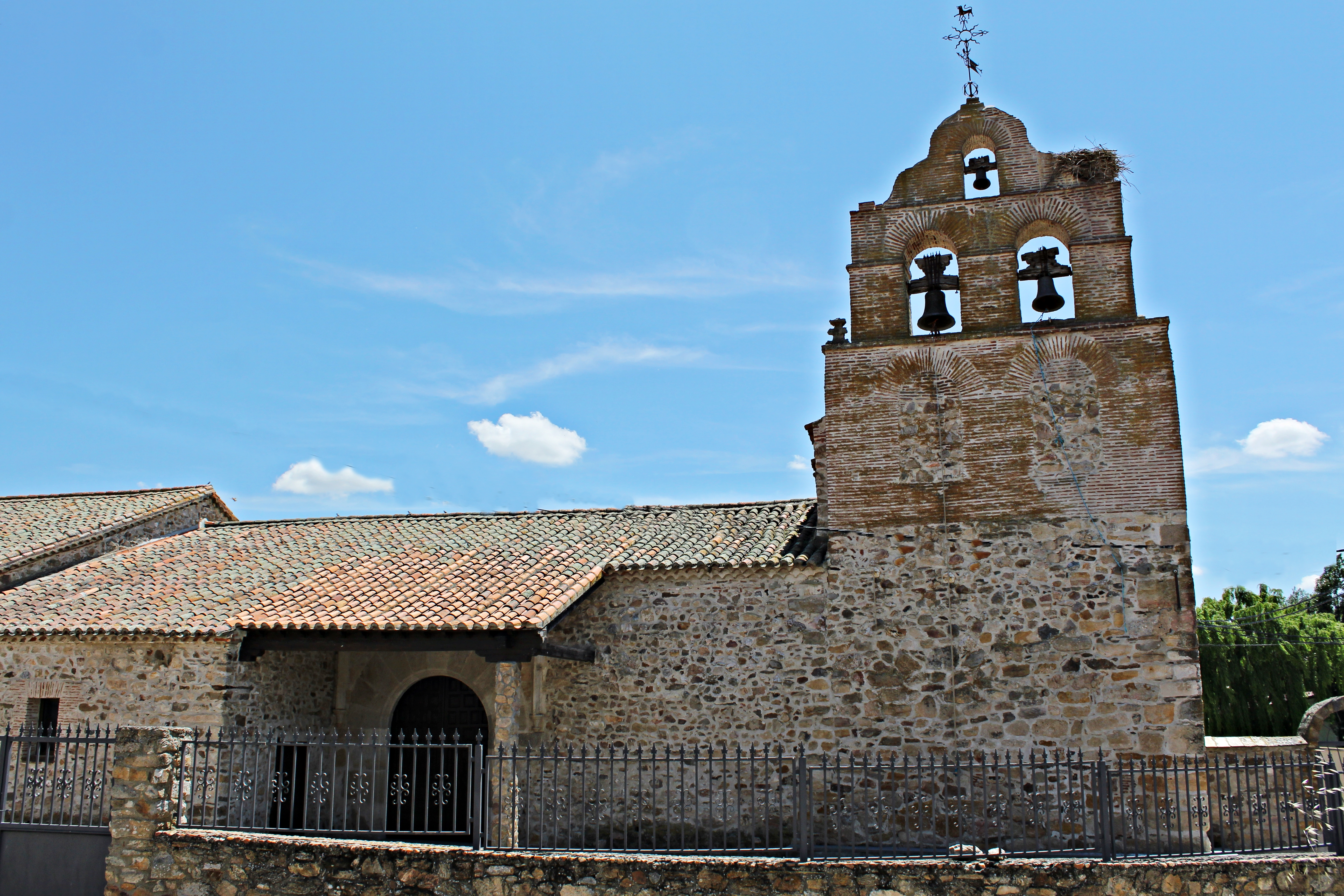
Gervasius-und-Protasius-Kirche
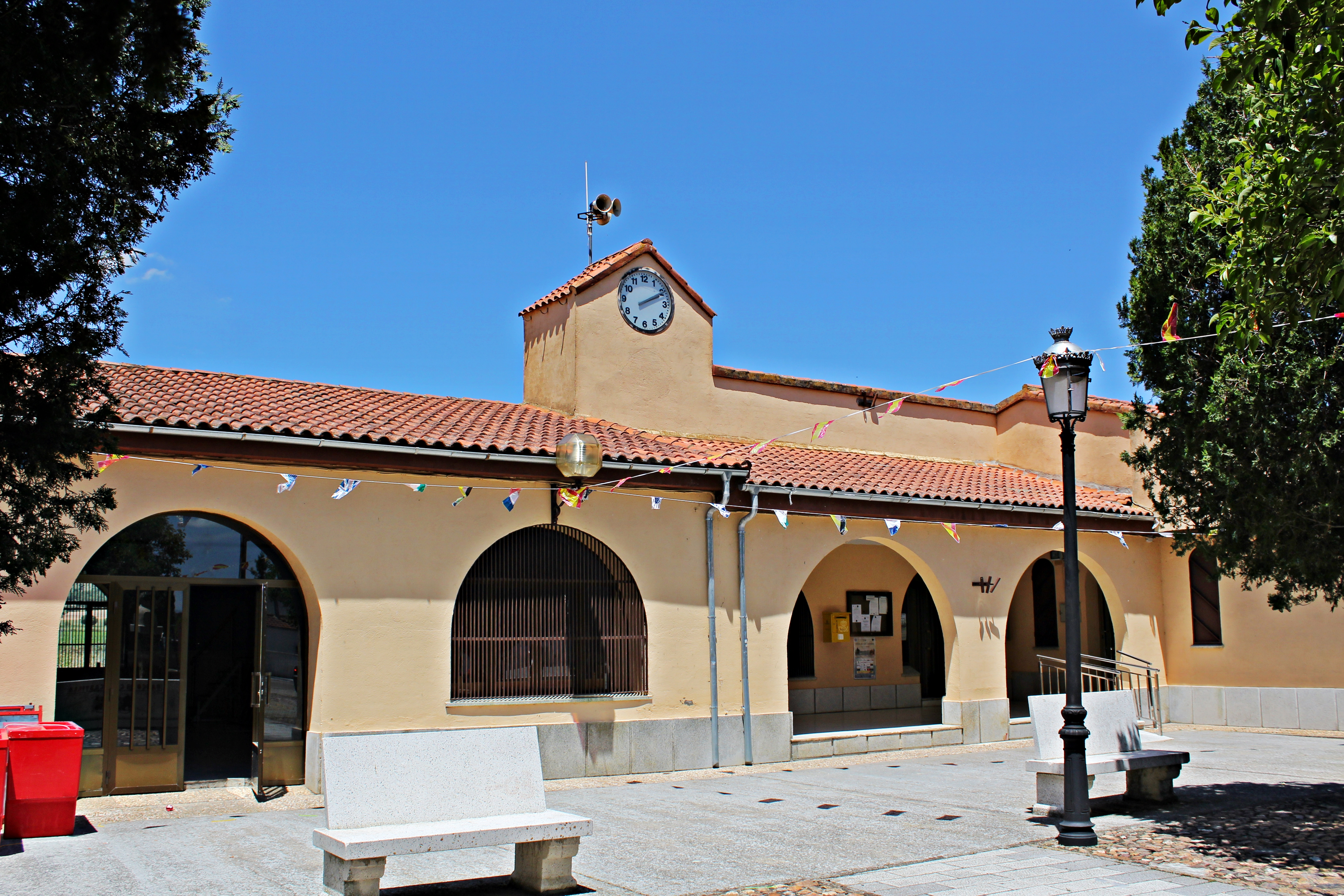
Rathaus